# أورخان ميسر
أورخان شكيب ميسّر (إسطنبول 1914- حلب 1965) شاعر وكاتب ومترجم سوري يعتبر من رواد قصيدة النثر العربية.

## حياته
درس الطب في الجامعة الأميركية في بيروت ثم تركه متجهاً إلى العلوم والفيزياء لينال فيهما البكالوريوس والماجستير. اقتصر عمله على العناية بأملاكه الخاصة التي ورثها عن أبيه شكيب ميسر وزير المواصلات والأشغال العامة في ثاني الحكومات عام 1926، وعُيِّنَ في مطلع الستينات مديراً للعلاقات العامة في وزارة الإعلام السورية.

## سريال
نشر أورخان ميسر عام 1947 ديوانه الشعري الوحيد سـريـال بالاشتراك مع علي الناصر (1894-1970) وذلك عن مطبعة السلام في حلب. ووضع له مقدمة نظرية وخاتمة. في عام 1979 نشر اتحاد الكتاب العرب بدمشق وبتقديم من أدونيس طبعة أخرى من الكتاب وبعنوان «سـريـال وقصائد أخرى».
بشّر أورخان ميسّر بكتابة سريالية غريبة تحاكي غرابة الواقع العربي زمن التحولات السياسية والاجتماعية والفكرية، كتابة مستلهمة من أندريه بريتون وأنطونان آرتو ولويس آراغون وأرنست موريس.
تقوم الكتابة السريالية عند أورخان ميسّر على الكتابة الآلية التلقائية التي يعوزها تدخل أيّ رقيب ذوقي أو أخلاقي فيها، فهي كتابة حرة لا تخضع لأيّ منطق سوى منطق اللاوعي.
يعتبر محمد جمال باروت شعره "من أكثر التجارب الشعرية طليعية" ومن أولى التجارب العربية التي تتمكن من "قول الشعر بمعزل عن أدواته التقليدية".
يصف أدونيس نتاج ميسّر الشعري بأنه "مشروع تحرّر، وبأنه في المقام الأوّل مشروع تحرير حياتي، وليست تجلياته الفنية إلا جزءاً يُكمل تجلياته الثقافية، بل إنّ من خبِر الحياة التي عاشها الشاعر وتفحّصها عن كثب، قد يميل إلى القول إن أورخان كان شاعر حياة أكثر منه شاعر أدب".

## أعماله الأخرى
- مع قوافل الفكر - اتحاد الكتاب العرب 1974
- شوقي وعصره
- التنمية القومية - ديفيد كومان كويل - دار اليقظة العربية في بيروت 1963 (ترجمة عن الإنكليزية)
- الرقص في أميركا - وولتر تيري - دار اليقظة العربية في بيروت (ترجمة عن الإنكليزية)